# Waldecker Schlosswald (Bannwald)
Das Gebiet Waldecker Schlosswald ist ein mit Verordnung vom 11. September 2000 durch die Körperschaftsforstdirektion Karlsruhe ausgewiesener Bannwald (Schutzgebiet-Nummer 100553) bei Heiligkreuzsteinach im Rhein-Neckar-Kreis in Baden-Württemberg.

## Lage
Das Schutzgebiet befindet sich nordöstlich von Heiligkreuzsteinach und grenzt im Süden an den Lenzbach und im Westen an die Steinach. Der Bannwald liegt im Staatswald Heidelberg etwa 300 m nördlich von Vorderheubach und etwa 400 m östlich von Lampenhain. Er umfasst Teile der Abteilungen 12 und 13 des Distriktes II „Waldecker Schlosswald“.
Der Bannwald liegt vollständig im Landschaftsschutzgebiet Odenwald.

## Vegetation
Im Bannwald kommen laut Waldbiotopkartierung die folgenden Pflanzen vor:
Spitzahorn, Berg-Ahorn, Knoblauchsrauke, Gemeine Hasel, Gewöhnlicher Dornfarn, Echter Wurmfarn, Rotbuche, Gemeine Esche, Vogelkirsche, Traubeneiche.

## Schutzzweck
Der Schutzzweck des Bannwalds ist gemäß Schutzgebietsverordnung
- Die unbeeinflusste Entwicklung von Eichen-Mischwäldern, die historisch bedingt heute repräsentativ für den submontanen Grundgebirgs-Odenwald sind, mit ihren Tier- und Pflanzenarten zu sichern sowie die wissenschaftliche Beobachtung der Entwicklung zu gewährleisten.
- Von besonderem Interesse ist die wissenschaftliche Beobachtung der Konkurrenzkraft zwischen Eiche und Buche sowie der Konkurrenzkraft zwischen Douglasie und den einheimischen Laubbaumarten.

## Betreuung
Wissenschaftlich betreut wird der Bannwald durch die Forstliche Versuchs- und Forschungsanstalt Baden-Württemberg (BVA).